# التعليم العالي في تركيا
يوجد في تركيا 178 جامعة، تنقسم إلى 109 جامعة حكومية (منهن 8 جامعات تقنية، معهد تكنولوجي، جامعة فنون جميلة)، و 61 جامعة خاصة، وجامعة الدفاع الوطني، وأكاديمية شرطة، وهذا العدد مرشح للزيادة في السنين القادمة. ولا يمكن ترخيص جامعات في تركيا إلا بموافقة البرلمان على استحداث الجامعة.
اللغة الأساسية للتدريس بالجامعات التركية هي اللغة التركية، وتدرس الأقسام العلمية منها باللغة الإنجليزية. وبصفة عامة، فإن لغة التدريس في معظم الجامعات هي اللغة التركية، ولكن هناك بعض الجامعات التي تدرّس في بعض أقسامها باللغة الإنجليزية مثل جامعة اسطنبول التقنية و جامعة الشرق الأوسط التقنية وجامعة مرمرة وجامعة كارابوك. كما أن هناك بعض الجامعات التي يكون التدريس بها 70% باللغة التركية و 30% باللغة الإنجليزية.
نشأت عدة جامعات خاصة تدرس باللغة الإنجليزية والعربية، منها:
- جامعة محمد الفاتح (لغة التدريس العربية).
- جامعة الزهراء (Alzhraa university) (لغة التدريس العربية).
- جامعة أسطنبول أيدن
- جامعة التن باش
- جامعة استينيا